# 1081 Reseda
1081 Reseda è un asteroide della fascia principale del diametro medio di circa 37,89 km. Scoperto nel 1927, presenta un'orbita caratterizzata da un semiasse maggiore pari a 3,0982907 UA e da un'eccentricità di 0,1507593, inclinata di 4,22205° rispetto all'eclittica.
Il suo nome fa riferimento alle piante del genere Reseda.